# August Johann Julius Breitung
August Johann Julius Breitung ( 1913 - 1987 ) fue un botánico alemán, que migró a Canadá Fue una notable autoridad sobre suculentas y cactus.

## Algunas publicaciones

### Libros
- 1947. Catalogue of the vascular plants of central eastern Saskatchewan. Vol. 61, N.º 3 de Canadian field-naturalist. Ed. Le Droit. 30 pp.
- 1954. Annotated catalogue of the vascular flora of Saskatchewan ; Plants of Waterton Lakes National Park, Alberta, Canada. 498 pp.
- 1957. Annoted catalogue of the vascular flora of Saskatchewan. 135 pp.
- 1986. The Agaves. Cactus and succulent journal yearbook. Ed. Abbey Garden Press. 107 pp.

## Honores

### Epónimos
Género
- (Crassulaceae) Breitungia Á.Löve & D.Löve[2]

Especies
- (Asteraceae) Antennaria breitungii A.E.Porsild[3]
- (Ranunculaceae) Thalictrum breitungii B.Boivin[4]

- La abreviatura «Breitung» se emplea para indicar a August Johann Julius Breitung como autoridad en la descripción y clasificación científica de los vegetales.[5]